# 서울상도초등학교
서울상도초등학교는 대한민국 서울특별시 동작구 상도동에 있는 공립 초등학교이다.

## 학교 연혁
- 1950년 2월 6일 서울재동보통학교 설립인가(14학급 분리)
- 1967년 3월 11일 서울상도국민학교 개교(강남국민학교에서 24학급 분리)
- 1975년 8월 2일 병설유치원 설립인가
- 1996년 3월 5일 서울상도초등학교 개칭
- 2002년 3월 4일 제3회 입학식(921명)
- 2007년 3월 7일 제4회 입학식(467명)
- 2010년 3월 6일 제5회 입학식(932명)
- 2012년 2월 25일 신축 도서관 개관(21학급 분리)
- 2012년 6월 29일 BTL사업(학교재건축)공사 완료 및 준공
- 2012년 11월 9일 개축식(운동장 등 부대시설 준공)
- 2015년 전교생: 3000여 명
- 2017년 3월 1일 제17대 권병진 교장 부임
- 2018년 2월 13일 제50회 졸업식 166명(누계 32187명)
- 2019년 2월 1일 제51회 졸업식 183명(누계 32370명)

## 참고 자료
- 서울상도초등학교 - 한국교육학술정보원 학교알리미
- 서울상도유치원